# 德揚·費迪南夏
德揚·費迪南夏（2001年1月21日—），印尼男子羽毛球運動員，隸屬針記羽毛球俱樂部。他與格羅里亞·埃馬努埃萊·維德佳佳搭檔在2022年越南羽毛球公開賽奪得巡迴賽首冠。

## 簡歷
德揚·費迪南夏來自印尼西爪哇省加魯特縣，2019年加入針記羽毛球俱樂部，並在那年搭檔塞麗娜·卡尼闖入南澳洲國際賽決賽。2021年，由於印尼國家隊全體退出世界錦標賽，非國家隊成員的費迪南夏／卡尼成為唯一在該屆世錦賽出場的印尼選手。
2022年，費迪南夏改與剛離開印尼國家隊的格罗里亚·埃马努埃莱·维德佳佳搭檔。他們在丹麥大師賽奪得首冠，再於家鄉舉辦的印尼國際挑戰賽奪冠，9月在越南公開賽擊敗R·N·庫沙爾揚托／L·A·库苏马瓦蒂，獲得兩人搭檔以來首座世界巡迴賽冠軍及三連冠，相隔兩周後再於印尼瑪琅國際挑戰賽奪得四連冠。他們的國際賽連勝之旅一直到印尼瑪琅大師賽準決賽不敵中國組合蒋振邦／魏雅欣後宣告結束，但憑藉這幾站賽事成績使混雙世界排名突破前50。

## 主要比賽成績
只列出曾進入準決賽的國際賽事成績：
| 年份   | 賽事                     | 公開賽級別 | 項目     | 拍檔                         | 成績   |
| ------ | ------------------------ | ---------- | -------- | ---------------------------- | ------ |
| 2019年 | 南澳洲羽毛球國際賽       | 國際挑戰賽 | 混合雙打 | 塞麗娜·卡尼                  | 亞軍   |
| 2022年 | 意大利羽毛球國際賽       | 國際挑戰賽 | 混合雙打 | 格罗里亚·埃马努埃莱·维德佳佳 | 準決賽 |
| 2022年 | 丹麥羽毛球大師賽         | 國際挑戰賽 | 混合雙打 | 格罗里亚·埃马努埃莱·维德佳佳 | 冠軍   |
| 2022年 | 印尼羽毛球國際系列賽     | 國際系列賽 | 混合雙打 | 格罗里亚·埃马努埃莱·维德佳佳 | 冠軍   |
| 2022年 | 越南羽毛球公開賽         | 超級100賽  | 混合雙打 | 格罗里亚·埃马努埃莱·维德佳佳 | 冠軍   |
| 2022年 | 瑪琅羽毛球國際挑戰賽     | 國際挑戰賽 | 混合雙打 | 格罗里亚·埃马努埃莱·维德佳佳 | 冠軍   |
| 2022年 | 印尼瑪琅羽毛球大師賽     | 超級100賽  | 混合雙打 | 格罗里亚·埃马努埃莱·维德佳佳 | 準決賽 |
| 2022年 | 澳洲羽毛球公開賽         | 超級300賽  | 混合雙打 | 格罗里亚·埃马努埃莱·维德佳佳 | 準決賽 |
| 2023年 | 馬來西亞羽毛球公開賽     | 超級1000賽 | 混合雙打 | 格罗里亚·埃马努埃莱·维德佳佳 | 準決賽 |
| 2023年 | 亞洲羽毛球錦標賽         | 其他       | 混合雙打 | 格羅里亞·埃馬努埃萊·維德佳佳 | 季軍   |
| 2023年 | 高雄羽球大師賽           | 超級100賽  | 混合雙打 | 格羅里亞·埃馬努埃萊·維德佳佳 | 亞軍   |
| 2023年 | 賽義德·莫迪羽毛球國際賽  | 超級300賽  | 混合雙打 | 格羅里亞·埃馬努埃萊·維德佳佳 | 冠軍   |
| 2024年 | 中國羽毛球公開賽         | 超級1000賽 | 混合雙打 | 格羅里亞·埃馬努埃萊·維德佳佳 | 準決賽 |
| 2024年 | 澳門羽毛球公開賽         | 超級300賽  | 混合雙打 | 格羅里亞·埃馬努埃萊·維德佳佳 | 亞軍   |
| 2024年 | 韓國羽毛球大師賽         | 超級300賽  | 混合雙打 | 格羅里亞·埃馬努埃萊·維德佳佳 | 亞軍   |
| 2025年 | 泰國羽毛球大師賽         | 超級300賽  | 混合雙打 | 西蒂·法迪亞·席爾瓦·拉馬丹蒂  | 亞軍   |
| 2025年 | 亞洲羽毛球混合團体錦標賽 | 其他       | 混合團体 | －                           | 冠軍   |
| 2025年 | 蘇迪曼盃                 | 其他       | 混合團体 | －                           | 季軍   |
| 2025年 | 台北羽毛球公開賽         | 超級300賽  | 混合双打 | 西蒂·法迪亚·席尔瓦·拉马丹蒂  | 亞軍   |

| 2018-2026年 | 總決賽 | 超級1000賽 | 超級750賽 | 超級500賽 | 超級300賽 | 超級100賽 | 國際挑戰賽 | 國際系列賽 | 未來系列賽 | 其他 |

### 奧運會和世錦賽參賽紀錄
|          | 搭檔         | 2021 | 2023 |
| -------- | ------------ | ---- | ---- |
| 混合雙打 | 塞麗娜·卡尼  | 32強 | －   |
| 混合雙打 | G·E·維德佳佳 | －   | 16強 |

## 其他獎項
| 年份   | 頒獎典禮               | 獎項                 | 搭檔                         | 結果 | 備註   |
| ------ | ---------------------- | -------------------- | ---------------------------- | ---- | ------ |
| 2024年 | BWF 2024年度最佳運動員 | 年度最佳混合雙打組合 | 格罗里亚·埃马努埃莱·维德佳佳 | 提名 | [ 14 ] |

## 外部連結
- 德揚·費迪南夏在世界羽球聯盟的登錄資料